# Sparganothis striata
Sparganothis striata es una especie de polilla del género Sparganothis, categorizada en la tribu Sparganothini, de la subfamilia Tortricinae.
Fue descrita por Walsingham en 1884 y publicada en Trans. ent. Soc. Lond. 1884: 126.

## Distribución
Se distribuye por América del Norte: Estados Unidos, en el estado de Montana.